# Chrisjan Coetzee
Chrisjan Coetzee (17 settembre 1991) è un canoista sudafricano.

## Biografia
Ha partecipato ai Campionati mondiali di canoa/kayak del 2017, 2018 e 2019.
Ai Giochi panafricani di Rabat 2019 ha vinto la medaglia d'oro nel K1 200 metri, nel K2 200 metri, in coppia con Jarryd Gibson e nel K4 500 metri, in squadra con Jarryd Gibson, Louis Hattingh e Sifiso Masina. I risultati gli hanno permesso di qualificarsi ai Giochi olimpici di Tokyo 2020.

## Palmarès
- Giochi panafricani

Rabat 2019: oro nel K1 200 m; argento nel K2 200 m; oro nel K4 500 m;